# Лицейский театр (Бродвей)
Лице́йский теа́тр (англ. The Lyceum Theatre) — бродвейский театр, расположенный в западной части 45-й улицы в театральном квартале Манхэттена, Нью-Йорк, США. «Lyceum Theatre» — наряду с «Новым Амстердамом» старейший театр Бродвея — первым из таких заведений включён в Национальный реестр исторических мест США (памятник истории и архитектуры) и остаётся одним из немногих театров Бродвея, сохранивших своё название.

## История
Театр был построен в 1902—1903 гг. импресарио Даниэлем Фроманом и архитектурной фирмой «Herts & Tallent» взамен первого лицейского театра на Четвёртой авеню, который закрылся в апреле 1902 года. «Lyceum Theatre» открылся 2 ноября 1903 года спектаклем «Гордый князь». Чарльз Фроман (брат Даниэля) служил менеджером театра до самой своей смерти в 1915 году.
Среди выдающихся артистов, которые появлялись на сцене «Lyceum Theatre» в первые годы, были: Этель Берримор, Билли Берк, Бэзил Рэтбоун, Фанни Брайс, Уолтер Хьюстон, Мириам Хопкинс, Корнелия Отис Скиннер и другие.
С 1950 года театр находится в собственности компании «The Shubert Organization». В 1974 году «Lyceum Theatre» первым из бродвейских театров получает статус памятника истории и архитектуры, включённым в Национальный реестр исторических мест США.
В настоящее время театр сохраняет большую часть своего оригинального дизайна в стиле боз-ар, в том числе сложные мраморные лестницы и волнистый шатёр. Несмотря на трёхуровневый зрительный зал, «Lyceum Theatre» входит в число самых маленьких театров Бродвея: он может вмещать в себя всего 922 зрителя.
Сохранилась и знаменитая квартира Даниэля Фромана, которая расположена в здании театра над оркестровой ямой. Он попросил архитекторов сделать дверь в зрительный зал. Открыв её, можно было наблюдать действия на сцене с высоты птичьего полёта. Легенда гласит, что однажды во время спектакля Даниэль открыл дверь и махнул белым платком. Тем самым он хотел сказать своей жене, актрисе Маргарет Иллингтон, что она переигрывает. Сейчас квартира используется как архивное помещение «The Shubert Organization».

## Основные постановки театра
- «Восхитительный Крайтон» (1903)
- «Как важно быть серьёзным» (1910)
- «Почтальон всегда звонит дважды» (1936)
- «Деревенская девушка» (1950)
- «Оглянись во гневе» (1957)
- мюзикл Лейтенант (1974)
- мюзикл Джентльмены предпочитают блондинок (1995)
- «Я сам себе жена» (2003)
- «Стальные магнолии» (2005)
- «Макбет» (2008)
- «Парни из Скоттсборо» (2010)